# Ivano Staccioli

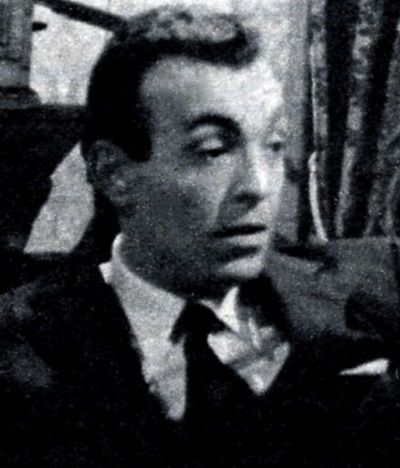
Ivano Staccioli (Foto: Magazin Radiocorriere 1962)

Ivano Staccioli (* 3. Januar 1927 in Siena; † 15. Juli 1995 in Rom) war ein italienischer Schauspieler.

## Leben
Staccioli spielte mit seinem kantigen, ungewöhnlichen Gesicht meist Bösewichte in zahlreichen B-Movies aller möglichen Genres; besonders häufig sah man ihn in Sandalenfilmen, Italowestern und Horrorfilmen. Daneben war er aber auch mehrfach Partner der Komiker Franco & Ciccio sowie in Filmen von Pietro Germi und Damiano Damiani zu sehen. Seit Mitte der 1960er Jahre nahm er auch häufiger Angebote des Fernsehens war; daneben arbeitete er gelegentlich als Synchronsprecher.
Des Öfteren benutzte er das Pseudonym John Heston.

## Filmografie (Auswahl)
- 1958: Pia de' Tolomei
- 1959: Kastell der Verräter (Il cavaliere senza terra)
- 1959: Die Liebesnächte der Lucrezia Borgia (Le notti di Lucrezia Borgia)
- 1960: Das bittere Leben (Il sicario)
- 1960: Der Fluch des Pharao (Il sepolcro dei re)
- 1960: Unschuld im Kreuzverhör (Il rossetto)
- 1961: Der Eroberer von Korinth (Il conquistatore di Corinto)
- 1961: Die Horden des Khan (Ursus e la ragazza tartara)
- 1965: 30 Winchester für El Diabolo (30 Winchester per El Diablo)
- 1965: Heiße Grüße vom CIA (A 008 Operazione sterminio)
- 1966: 3 Kugeln für Ringo (Tre colpi di Winchester per Ringo)
- 1966: I due figli di Ringo
- 1966: Unter der Flagge des Tigers (El tigre de los siete mares)
- 1967: Leg ihn um, Django (Vado… l'ammazzo e torno)
- 1967: Der Unsichtbare schlägt zu (Flashman)
- 1968: Bleigericht (Dio li crea… io li ammazzo!)
- 1968: Friedhof ohne Kreuze (Une corde, un colt …)
- 1968: Himmelfahrtskommando El Alamein (Commandos)
- 1968: Mein Leben hängt an einem Dollar (Dai nemici mi guardo io!)
- 1968: I nipoti di Zorro
- 1969: Heiß über Afrikas Erde (La battaglia del deserto)
- 1969: Der Tag, an dem Gott nicht da war (Quel giorno, Dio non c'era)
- 1970: Formel I – In der Hölle des Grand Prix (Formula I – Nell'inferno del Grand Prix)
- 1970: Das Mädchen Julius (La ragazza di nome Giulio)
- 1970: Robin Hood und die Dämonen des Satans (Una spada per Brando)
- 1970: Sartana – noch warm und schon Sand drauf (Buon funerale, amigos… paga Sartana)
- 1971: Die Diamantenlady (Il diavolo a sette facce)
- 1971: Ein Hallelujah für Camposanto (Gli fumavano le colt… lo chiamavano Camposanto!)
- 1972: Los buitres cavarán tu fosa
- 1972: Hai sbagliato… dovevi uccidermi subito!
- 1972: Schön, nackt und liebestoll (Rivelazioni di un maniaco sessuale al capo della squadra mobile)
- 1974: Das Rattennest (Una donna per sette bastardi)
- 1976: Die schwarze Nymphomanin (Gola profonda nera)
- 1994: Ultimo confine